# 내접원

삼각형의 내접원과 내심

내접원을 갖는 사각형

내접원(內接圓, 영어: inscribed circle, incircle)은 기하학에서 주어진 다각형의 모든 변에 접하는 원이다. 내심(內心, 영어: incenter)은 내접원의 중심을 일컫는다. 일반적인 다각형은 내접원을 갖지 않는다. 그러나 삼각형 또는 정다각형의 내접원은 항상 존재한다. 내심은 흔히 {\displaystyle I}로 표기하며, 내접원의 반지름은 흔히 {\displaystyle r}로 표기한다.

## 정의
다각형의 모든 변에 접하는 원을 이 다각형의 내접원이라고 한다. 내접원의 중심을 내심이라고 한다. 내접원을 갖는 다각형을 외접 다각형(外接多角形, 영어: tangential polygon, circumscribed polygon)이라고 한다.

## 성질
(내접원을 갖는) 다각형의 내접원은 그 내부에 포함되는 가장 큰 원이다. (내접원을 갖는) 다각형의 내심은 모든 내각 이등분선의 교점이다. (내접원을 갖는) 다각형의 내심과 모든 변 사이의 거리는 같다. 이는 내접원의 반지름이다.
모든 삼각형과 정다각형은 내접원을 갖는다. 정삼각형의 내심은 외심, 무게 중심, 수심과 일치한다. 삼각형의 내심은 방심 삼각형의 수심이다. 포이어바흐 정리에 따르면, 삼각형의 내접원 및 세 방접원은 구점원과 접한다.

### 반지름
(내접원을 갖는) 다각형의 내접원의 반지름 {\displaystyle r}은 넓이 {\displaystyle S}와 반둘레 {\displaystyle s}를 통해 다음과 같이 나타낼 수 있다.
{\displaystyle r={\frac {S}{s}}}
삼각형의 세 변의 길이가 {\displaystyle a}, {\displaystyle b}, {\displaystyle c}, 반둘레가 {\displaystyle s}, 넓이가 {\displaystyle S}, 외접원의 반지름이 {\displaystyle R}, 방접원의 반지름이 {\displaystyle r_{A}}, {\displaystyle r_{B}}, {\displaystyle r_{C}}라고 할 때, 내접원의 반지름은 다음과 같다.
{\displaystyle {\begin{aligned}r&={\sqrt {\frac {(s-a)(s-b)(s-c)}{s}}}\\&={\frac {abc}{4sR}}\\&={\frac {1}{{\frac {1}{r_{A}}}+{\frac {1}{r_{B}}}+{\frac {1}{r_{C}}}}}\\&=r_{A}+r_{B}+r_{C}-4R\end{aligned}}}
첫 등호는 헤론의 공식에 의한다.

### 접점과 중심각
삼각형 {\displaystyle ABC}의 내심을 {\displaystyle I}라고 하고, 내접원과 두 변 {\displaystyle AC}, {\displaystyle BC}의 접점을 각각 {\displaystyle T_{B}}, {\displaystyle T_{C}}라고 하고, 직선 {\displaystyle AI}와 {\displaystyle T_{B}T_{C}}의 교점을 {\displaystyle P}라고 할 때, {\displaystyle BP}는 {\displaystyle AI}의 수선이다.:31, §3.4
삼각형 {\displaystyle ABC}의 내접원의 {\displaystyle A}, {\displaystyle B}, {\displaystyle C}의 대변에서의 접점을 각각 {\displaystyle T_{A}}, {\displaystyle T_{B}}, {\displaystyle T_{C}}라고 하고, 반둘레를 {\displaystyle s}, {\displaystyle A}, {\displaystyle B}, {\displaystyle C}의 대변의 길이를 각각 {\displaystyle a}, {\displaystyle b}, {\displaystyle c}라고 할 때, 다음이 성립한다.
{\displaystyle AT_{B}=AT_{C}=s-a}
{\displaystyle BT_{C}=BT_{A}=s-b}
{\displaystyle CT_{A}=CT_{B}=s-c}
삼각형 {\displaystyle ABC}의 내심 {\displaystyle I}와 꼭짓점들이 이루는 각의 크기는 다음과 같다.
{\displaystyle \angle AIB=90^{\circ }+{\frac {1}{2}}\angle ACB}
{\displaystyle \angle BIC=90^{\circ }+{\frac {1}{2}}\angle BAC}
{\displaystyle \angle CIA=90^{\circ }+{\frac {1}{2}}\angle CBA}

### 외접원과의 관계
삼각형의 외접원과 내접원의 반지름을 {\displaystyle R}, {\displaystyle r}라고 할 때, 내심 {\displaystyle I}와 외심 {\displaystyle O} 사이의 거리는 다음과 같다 (오일러 삼각형 정리).
{\displaystyle OI={\sqrt {R^{2}-2Rr}}}
특히 다음과 같은 부등식이 성립한다 (오일러의 부등식).
{\displaystyle R\geq 2r}
삼각형 {\displaystyle ABC}의 내심을 {\displaystyle I}, 외접원의 호 {\displaystyle BC}의 중점 {\displaystyle M}이라고 할 때, 다음이 성립한다 (맨션 정리).
{\displaystyle MI=MB=MC}

### 내심 삼각형
삼각형 {\displaystyle ABC}의 내각 이등분선 {\displaystyle AI_{A}}, {\displaystyle BI_{B}}, {\displaystyle CI_{C}}의 발 {\displaystyle I_{A}}, {\displaystyle I_{B}}, {\displaystyle I_{C}}를 꼭짓점으로 하는 삼각형을 삼각형 {\displaystyle ABC}의 내심 삼각형(內心三角形, 영어: incentral triangle) {\displaystyle I_{A}I_{B}I_{C}}라고 한다. 즉, 내심 삼각형은 내심의 체바 삼각형이다.

### 제르곤 점과 제르곤 삼각형

제르곤 점과 제르곤 삼각형

삼각형 {\displaystyle ABC}의 내접원과 꼭짓점 {\displaystyle A}, {\displaystyle B}, {\displaystyle C}의 대변의 접점을 각각 {\displaystyle T_{A}}, {\displaystyle T_{B}}, {\displaystyle T_{C}}라고 하자. 그렇다면 체바 정리에 따라 선분 {\displaystyle AT_{A}}, {\displaystyle BT_{B}}, {\displaystyle CT_{C}}는 한 점에서 만난다. 이 점을 삼각형 {\displaystyle ABC}의 제르곤 점(영어: Gergonne point) {\displaystyle X_{7}}이라고 한다. 삼각형 {\displaystyle ABC}의 내접원의 세 접점 {\displaystyle T_{A}}, {\displaystyle T_{B}}, {\displaystyle T_{C}}를 꼭짓점으로 하는 삼각형을 삼각형 {\displaystyle ABC}의 제르곤 삼각형(영어: Gergonne triangle) 또는 내촉 삼각형(영어: intouch triangle) 또는 접촉 삼각형(영어: contact triangle) {\displaystyle T_{A}T_{B}T_{C}}라고 한다. 즉, 제르곤 삼각형은 내심의 수족 삼각형이자 제르곤 점의 체바 삼각형이다.
증명:
다음 등식 및 체바 정리에 따라 선분 {\displaystyle AT_{A}}, {\displaystyle BT_{B}}, {\displaystyle CT_{C}}는 한 점에서 만난다.
{\displaystyle {\frac {AT_{C}}{T_{C}B}}\cdot {\frac {BT_{A}}{T_{A}C}}\cdot {\frac {CT_{B}}{T_{B}A}}={\frac {s-a}{s-b}}\cdot {\frac {s-b}{s-c}}\cdot {\frac {s-c}{s-a}}=1}
제르곤 점은 제르곤 삼각형의 대칭 중점이다.:62, §7.4, (iv)
삼각형 {\displaystyle ABC}의 내접원과 꼭짓점 {\displaystyle A}, {\displaystyle B}, {\displaystyle C}의 대변의 접점을 각각 {\displaystyle T_{A}}, {\displaystyle T_{B}}, {\displaystyle T_{C}}라고 하고, 제르곤 점을 {\displaystyle X_{7}}라고 하자. 제르곤 점 {\displaystyle X_{7}}을 지나는, 제르곤 삼각형의 각 변 {\displaystyle T_{A}T_{B}}, {\displaystyle T_{B}T_{C}}, {\displaystyle T_{C}T_{A}}의 평행선 {\displaystyle PS}, {\displaystyle RU}, {\displaystyle TQ}와 원래 삼각형 {\displaystyle ABC}의 두 변 {\displaystyle BC}와 {\displaystyle CA}, {\displaystyle CA}와 {\displaystyle AB}, {\displaystyle AB}와 {\displaystyle BC}의 교점을 각각 {\displaystyle P}와 {\displaystyle S}, {\displaystyle R}와 {\displaystyle U}, {\displaystyle T}와 {\displaystyle Q}라고 하자. 그렇다면 이 6개의 교점은 한 원 위에 있다. 이 원을 삼각형 {\displaystyle ABC}의 애덤스 원(영어: Adams’ circle)이라고 한다.:62, §7.4, (v) 애덤스 원은 내접원과 동심원이다.:62, §7.4, (v)
증명:
6개의 점 {\displaystyle P}, {\displaystyle Q}, {\displaystyle R}, {\displaystyle S}, {\displaystyle T}, {\displaystyle U}와 내심 {\displaystyle I}사이의 거리가 같음을 증명하는 것으로 충분하다. 이는 직각 삼각형 {\displaystyle IT_{A}P}, {\displaystyle IT_{A}Q}, {\displaystyle IT_{B}R}, {\displaystyle IT_{B}S}, {\displaystyle IT_{C}T}, {\displaystyle IT_{C}U}의 빗변이다. {\displaystyle IT_{A}=IT_{B}=IT_{C}}는 내접원의 반지름이므로
{\displaystyle PT_{A}=T_{A}Q=RT_{B}=T_{B}S=TT_{C}=T_{C}U}
를 보이는 것으로 충분하며, 대칭성에 따라 {\displaystyle PT_{A}=T_{A}Q=ST_{B}}를 보이는 것으로 충분하다.
같은 점을 지나는 원의 두 접선의 길이는 같으므로 {\displaystyle CT_{A}=CT_{B}}이다. 직선 {\displaystyle PS}와 {\displaystyle T_{A}T_{B}}는 평행하므로 {\displaystyle CP=CS}이다. 따라서 {\displaystyle PT_{A}=ST_{B}}이다.
선분 {\displaystyle T_{A}T_{B}}, {\displaystyle T_{A}T_{C}}의 연장선과 점 {\displaystyle A}를 지나는 직선 {\displaystyle BC}의 평행선의 교점을 각각 {\displaystyle D}, {\displaystyle E}라고 하자. 그렇다면 직선 {\displaystyle DE}와 {\displaystyle BC}는 평행하며 삼각형 {\displaystyle CT_{A}T_{B}}, {\displaystyle BT_{A}T_{C}}는 이등변 삼각형이므로
{\displaystyle DA=AT_{C}=AT_{B}=EA}
이며, 선분 {\displaystyle T_{A}A}는 삼각형 {\displaystyle T_{A}DE}의 중선이다. 직선 {\displaystyle DE}, {\displaystyle PS}, {\displaystyle QT}는 각각 직선 {\displaystyle BC}, {\displaystyle T_{A}T_{B}}, {\displaystyle T_{A}T_{C}}와 평행하므로, 삼각형 {\displaystyle T_{A}DE}와 선분 {\displaystyle T_{A}A}의 합집합은 삼각형 {\displaystyle X_{7}PQ}와 선분 {\displaystyle X_{7}T_{A}}의 합집합과 닮음이다. 따라서 선분 {\displaystyle X_{7}T_{A}} 역시 삼각형 {\displaystyle X_{7}PQ}의 중선이다. 즉, {\displaystyle PT_{A}=T_{A}Q}이다.
삼각형 {\displaystyle ABC}의 내접원과 꼭짓점 {\displaystyle A}, {\displaystyle B}, {\displaystyle C}의 대변의 접점을 각각 {\displaystyle T_{A}}, {\displaystyle T_{B}}, {\displaystyle T_{C}}라고 하고, 제르곤 점을 {\displaystyle X_{7}}라고 하자. 제르곤 점 {\displaystyle X_{7}}을 지나는, 제르곤 삼각형의 각 변 {\displaystyle T_{A}T_{B}}, {\displaystyle T_{B}T_{C}}, {\displaystyle T_{C}T_{A}}의 평행선 {\displaystyle PS}, {\displaystyle RU}, {\displaystyle TQ}와 원래 삼각형 {\displaystyle ABC}의 두 변 {\displaystyle BC}와 {\displaystyle CA}, {\displaystyle CA}와 {\displaystyle AB}, {\displaystyle AB}와 {\displaystyle BC}의 교점을 각각 {\displaystyle P}와 {\displaystyle S}, {\displaystyle R}와 {\displaystyle U}, {\displaystyle T}와 {\displaystyle Q}라고 하자. 직선 {\displaystyle UP}와 {\displaystyle QR}, {\displaystyle QR}와 {\displaystyle ST}, {\displaystyle ST}와 {\displaystyle UP}의 교점을 각각 {\displaystyle X}, {\displaystyle Y}, {\displaystyle Z}라고 하자. 그렇다면 삼각형 {\displaystyle ABC}의 제르곤 점 {\displaystyle X_{7}}은 삼각형 {\displaystyle XYZ}의 대칭 중점이며, 삼각형 {\displaystyle ABC}의 애덤스 원은 삼각형 {\displaystyle XYZ}의 제1 르무안 원이다.:98, Exercise 9.2

## 역사
제르곤 점 및 제르곤 삼각형은 프랑스의 수학자 조제프 디에즈 제르곤(프랑스어: Joseph Diez Gergonne)의 이름을 땄다.
애덤스 원 관련 결과들은 1843년에 C. 애덤스(영어: C. Adams)가 제시하였다.:62, §7.4, (v)

## 참고 문헌
1. 1 2 3 4 5 6  Honsberger, Ross (1995). 《Episodes in Nineteenth and Twentieth Century Euclidean Geometry》. New Mathematical Library (영어) 37. Washington: The Mathematical Association of America. ISBN 0-88385-639-5.